# McDonnell Aircraft Corporation
La McDonnell Aircraft Corporation fue fundada en St. Louis Misuri, en julio de 1939 por James Smith McDonnell, y su ocupación primaria durante la II Guerra Mundial fue la producción de aviones y componentes para otros fabricantes como subcontratista.
No obstante durante esos años la compañía estuvo ocupada también en diseñar aviones, siendo su primer contrato con la USAAF por dos prototipos de un caza monoplaza experimental de alta cota designado McDonnell XP-67 que voló por primera vez el 6 de enero de 1944.
No obstante su primer diseño producido en serie fue el reactor McDonnell FH-1 Phantom para la US Navy, al cual siguieron otros destacados modelos. 
Pasó a formar la McDonnell Douglas junto con Douglas Aircraft Company en 1967.	 
El advenimiento de la guerra fue el mayor impulsor de la compañía, que pasó de quince empleados en 1939 a más de 5000 al finalizar la guerra.	 
Participó en el proyecto Mercury y en el programa Gemini.

## Modelos militares más destacados
- McDonnell FH-1 Phantom
- McDonnell F2H Banshee
- McDonnell F3H Demon
- McDonnell F-101 Voodoo
- McDonnell Douglas F-4 Phantom II

- Datos: Q750141
- Multimedia: McDonnell aircraft / Q750141